# Burim Kukeli
Burim Kukeli (* 16. Januar 1984 in Janoš bei Đakovica, SFR Jugoslawien) ist ein in der Schweiz aufgewachsener ehemaliger albanischer Fußballspieler kosovarischer Herkunft.

## Karriere

### Vereine
Burim Kukeli wurde als Albaner in der damaligen jugoslawischen Sozialistischen Autonomen Provinz Kosovo geboren. 1987 zog die Familie dem Vater in die Schweiz nach. Das Fußballspielen lernte er in der Schweiz in der Jugendabteilung des FC Solothurn. Später stand er im Kader des FC Olten (regionale 2. Liga) und SC Zofingen (2. Liga interregional). Beim FC Schötz erhielt er in der Saison 2007/08 seine ersten Einsätze in der 1. Liga (dritte Klasse). Im Januar 2008 verpflichtete ihn der FC Luzern, wo er im Frühjahr 2008 in zehn Spielen der Super League für Luzern auflief. In der Saison 2009/10 schaffte er den Sprung in die Stammelf der Luzerner und schoss inklusive Cup-Spielen zwei Tore in 49 Spielen. Zwischen 2012 und 2017 spielte Kukeli beim FC Zürich und gewann dort einmal den nationalen Pokal. Danach spielte er für den FC Sion. Aufgrund von verschiedenen Verletzungen kam er aber nur auf 13 Ligaspiele für die erste Mannschaft. Vor Beginn der Saison 2019/20 wurde bekanntgegeben, dass Kukeli zum SC Kriens in die Challenge League wechselt. Im Juni lief Kukelis Vertrag aus und beendete damit seine aktive Fußballkarriere. Im November 2021 übernahm Kukeli die Rolle als Assistenztrainer beim FC Wil 1900.

### Nationalmannschaft
Kukeli erhielt im Sommer 2012 in einem schnellen Verfahren die albanische Staatsangehörigkeit. So konnte er bereits in den Spielen für die WM-Qualifikation 2014 gegen Zypern und die Schweiz im September 2012 im albanischen Team spielen. Er kam schließlich am 7. September 2012 beim 3:1-Sieg gegen Zypern zum Debüt.
Bei der Fußball-Europameisterschaft 2016 in Frankreich wurde er in das albanische Aufgebot aufgenommen. Beim Auftaktspiel gegen die Schweiz und in der zweiten Partie gegen Frankreich stand er jeweils im Anfangsaufgebot. In beiden Begegnungen erhielt er eine Gelbe Karte, so dass er für das letzte Spiel gegen Rumänien gesperrt war. Danach schied das Team aus.

## Erfolge
- Schweizer Pokalsieger: 2016